# وسطي كلا (دشت سر)
وسطی کلا (بالفارسية: وسطی‌کلا) هي قرية تقع في إيران في قسم دشت سر الريفي. يقدر عدد سكانها بـ 4,092 نسمة .